# Homoeoxipha amoena
Homoeoxipha amoena är en insektsart som först beskrevs av Bolívar, I. 1914.  Homoeoxipha amoena ingår i släktet Homoeoxipha och familjen syrsor. Inga underarter finns listade i Catalogue of Life.